# シナマオウ
シナマオウ（学名：Ephedra sinica）は、マオウ科 Ephedraceae マオウ属 Ephedraの種。漢名:草麻黄。

## 特徴
中国北部から中央アジア、インドなどの乾燥地帯に分布する。常緑小低木の裸子植物であり、雌雄異株で黄色い花、球形の赤い果実を付ける。茎節には葉が退化した鱗片葉が見られる。花期は5月。

## 用途
生薬である麻黄（まおう）は、本種の地上上茎から生成される。エフェドリンなどの成分を含み、発汗、解熱、鎮咳、去痰、抗炎症といった作用があり、葛根湯などの漢方製剤に配合されている。根および根茎は麻黄根（まおうこん）として利用され、止汗作用を持つ。